# Andrzej Malawski
Andrzej Malawski (ur. 10 maja 1948, zm. 13 października 2016) – polski ekonomista, profesor zwyczajny Uniwersytetu Ekonomicznego w Krakowie.

## Życiorys
Był między innymi kierownikiem Katedry Matematyki i Zakładu Ekonomii Matematycznej Uniwersytetu Ekonomicznego w Krakowie. W latach 1996–1999 piastował funkcję prodziekana Wydziału Zarządzania, zaś w latach 2005–2008 Wydziału Finansów na tejże Uczelni. W latach 2008–2012 był prorektorem ds. badań naukowych. Był również zastępcą przewodniczącego Komisji Ekonomicznej Polskiej Akademii Umiejętności w Krakowie, a także członkiem Polskiego Towarzystwa Matematycznego i Komitetu Statystyki i Ekonometrii Polskiej Akademii Nauk. Specjalizował się w ekonomii ewolucyjnej, ekonomii matematycznej, metodologii ekonomii i teorii równowagi.
Zmarł 13 października 2016. Został pochowany na Cmentarzu Salwatorskim.

## Wybrane odznaczenia
- Złoty Krzyż Zasługi (1999)[5],
- Medal Komisji Edukacji Narodowej[4].